# Kimura Junya
Junya Kimura (sinh ngày 6 tháng 9 năm 1987) là một cầu thủ bóng đá người Nhật Bản.

## Sự nghiệp câu lạc bộ
Junya Kimura đã từng chơi cho Mito HollyHock.